# Tragulus nigricans
Tragulus nigricans är ett partåigt hovdjur i familjen mushjortar som först beskrevs av Thomas 1892. Populationen listades en längre tid som underart till större mushjort (Tragulus napu) men sedan 2004 godkänns den som art.

## Utseende
Djuret blir ungefär 40 till 50 cm lång (huvud och bål) och har en 6,5 till 8,5 cm lång svans. Vikten för hela släktet Tragulus varierar mellan 0,7 och 8,0 kg och Tragulus nigricans är en av de mindre arterna. Pälsen på ovansidan har främst en mörkbrun färg på grund av svarta hårspetsar. På undersidan är pälsen främst orangebrun. Kännetecknande är tre vita strimmor på strupen som börjar vid en vit fläck på hakan och som delar sig liksom en solfjäder mot bröstet. Andra delar av strupen är däremot svarta. Det förekommer inga horn men det finns förstorade hörntänder som ofta är synliga utanför munnen.

## Utbredning och habitat
Artens ursprungliga utbredningsområde är några mindre öar sydväst om Palawan i Filippinerna. Tragulus nigricans introducerades dessutom på mindre öar som tillhör Calamianöarna. Habitatet utgörs av tropiska skogar och buskskogar i låglandet. Arten besöker dessutom mangrove och mera öppna landskap. Ibland hittas den i kokosnötodlingar.

## Ekologi
Tragulus nigricans är nattaktiv och äter främst blad. Individerna lever utanför parningstiden ensam eller i par. Det finns inga uppgifter när parningstiden äger rum. Per kull föds en eller sällan två ungar. Allmänt antas att arten har samma levnadssätt som andra mushjortar.

## Status
Detta hovdjur jagas av öarnas befolkning för köttets skull och några individer fångas för att hålla de som husdjur. Ett annat hot är skogens omvandling till odlingsmark. IUCN listar arten som starkt hotad (EN).